# Sidi Ettiji
Sidi Ettiji  (in arabo سيدي أتيجي‎?) è un centro abitato e comune rurale del Marocco situato nella provincia di Safi, regione di Marrakech-Safi. Conta una popolazione di 16 649 abitanti (censimento 2014).